# Siphonorhinus pallipes
Siphonorhinus pallipes är en mångfotingart som beskrevs av Reginald Innes Pocock 1894. Siphonorhinus pallipes ingår i släktet Siphonorhinus och familjen Siphonorhinidae. Inga underarter finns listade i Catalogue of Life.